# IC 3643
IC 3643 је спирална галаксија у сазвјежђу Дјевица која се налази на листи објеката дубоког неба у Индекс каталогу.
Деклинација објекта је + 12° 24' 24" а ректасцензија 12h 40m 40,9s. Привидна величина (магнитуда) објекта IC 3643 износи 15,4 а фотографска магнитуда 16,2.